# Aéroport de Sŏndŏk
L'aéroport de Sŏndŏk (code IATA : DSO • code OACI : ZKSD) est un aéroport de taille moyenne situé à Sŏndŏng-ni, dans le comté de Chongpyong, dans la province d'Hamgyŏng du Sud, dans l'est de la Corée du Nord, à environ 3 km de la côte de la mer du Japon. La date d'ouverture exacte de l'aéroport est inconnue.

## Localisation
| \| 100 km1:10 733 000 \| Wonsan Kaesong Chongjin Pyongyang Samjiyŏn Sŏndŏk Hamhung-Tŏksan Sinŭiju Haeju |
| 100 km1:10 733 000                                                                                      |

## Histoire
Au cours de la guerre de Corée, qui a opposé la Corée du Nord et la Corée du Sud entre 1950 et 1953, l'aéroport a été désigné par l'indicatif « K-26 » par l'USAF, une branche aérienne des forces armées des États-Unis, et a été la cible de l'une des plus grandes frappes de la Task Force 77 en juillet 1953.
Le 11 décembre 1969, un NAMC YS-11 de la compagnie sud-coréenne Korean Air, effectuant un vol intérieur, sous l'indicatif de vol HL-5208, entre la base aérienne de Gangneung et l'aéroport international de Gimpo de Séoul, est détourné à 12 h 25 par l'agent nord-coréen Cho Ch'ang-hui (조창희) sur l'aéroport de Sŏndŏk, avec à son bord quatre membres d'équipage et 46 passagers.
En 2002, la compagnie nord-coréenne Air Koryo a assuré des liaisons aériennes entre les aéroports de Sŏndŏk et de Yangyang, situé dans le nord-est de la Corée du Sud,.

## Installations
L'aérodrome a une seule piste en béton ayant pour direction 02/20 et mesurant 8 210 x 164 pieds (2 502 x 50 mètres). Il a une voie de circulation parallèle présente sur toute la longueur de la piste et une grande aire de stationnement sur le côté nord-ouest.
Il abrite un régiment composé de 24 bombardiers à réaction Iliouchine Il-28 et de 40 biplans monomoteurs Antonov An-2.

## Liaisons aériennes
| Compagnies | Destinations      |
| ---------- | ----------------- |
| Air Koryo  | Pyongyang - Sunan |